# Ryan France
Ryan France (* 13. Dezember 1980 in Sheffield) ist ein ehemaliger englischer Fußballspieler, der zuletzt bei Sheffield United aktiv war und vorzugsweise im linken Mittelfeld eingesetzt wurde.

## Spielerkarriere
Ryan France startete seine Karriere als Flügelspieler beim Amateurverein Alfreton Town. Von dort gelang ihm nach seinem Studien-Abschluss in "Sport & Exercise Science" und Mathematik an der Nottingham Trent University 2003 der Sprung zu Hull City, das damals noch in der Football League Third Division spielte.
Mit Hull gelangen France, der gelegentlich als Außenverteidiger agierte, drei Aufstiege innerhalb von nur vier Jahren und somit der Sprung in die Premier League. Dort absolvierte er in der Saison 2008/09 lediglich zwei Erstligaspiele und nach dem Auslaufen seines Vertrags im Juni 2009 gemeinsam mit acht Mannschaftskameraden für einen Vereinswechsel freigegeben. Am 24. Juli 2009 schloss er sich dem Zweitligisten Sheffield United an, nachdem er zuvor vergeblich beim Stadtrivalen Sheffield Wednesday vorgespielt hatte.

## Erfolge
- 2003/04 – Aufstieg in die Football League One mit Hull City
- 2004/05 – Aufstieg in die Football League Championship mit Hull City
- 2007/08 – Aufstieg in die Premier League mit Hull City